# بلاوتيلا بريتشي
بلاوتيلا بريتشي (1705-1616) مهندسة معمارية ورسامة ونحاتة من روما، عاشت خلال القرن السابع عشر وكانت المهندسة المعمارية الوحيدة في زمنها. أشهر أعمالها: فيلا بينيديتي (فيلا إل فاشيللو) بالقرب من بوابة بورتا سان بانكراتسيو، روما. صممت بلاوتيلا أيضًا المعبد الثالث الذي يقع على الممر الأيسر في كنيسة سان لويجي دي فرانشيزي، روما، المكرسة للقديس سانت لويس، ورسمت أيضًا على مذبح هذا المعبد.

## العائلة
سُجّلت بلاوتيلا بريتشي في أبرشية سان لورينزو إن لوتشينا في كتاب المعمودية، على أنها مولودة لجوفاني بريتشي وكيارا ريكوبيتا. وسُجل كذلك أشقاء بلاوتيلا السبعة، على أي حال لم ينجُ منهم سوى ثلاثة فقط إلى عمر البلوغ، بمن فيهم بلاوتيلا. ولدت أختها الكبرى ألبينا بريتشي في عام 1611، ويقال إنها تزوجت من رسام في ذلك الوقت. ولد شقيقها الأصغر باسيليو بريتشي في عام 1621، ويقال إنه أصبح رسامًا ومهندسًا معماريًا. كُلّف باسيليو وبلاوتيلا في كثير من الأحيان بمهام مشتركة، خلال وقت لاحق من حياتهما المهنية.

## الطفولة والتدريب الفني
تدربت بلاوتيلا على يد والدها جيوفاني بريتشي، الفنان والموسيقي الذي امتلك متجرًا بالقرب من كنيسة سانتا ماريا ديل بوبولو. تلقت بلاوتيلا تدريبًا من صديق والدها أيضًا، كافالييه دي أربينو. تدربت كذلك مع ماريا إيوفرازيا ديلا كروس وتعاونت معها لاحقًا في إنجاز لوحة ميلاد اليسوع لدير سان جوزيبي. رسمت بلاوتيلا لوحتها الأولى الإعجازية «السيدة العذراء وطفلها يسوع» في أوائل ثلاثينيات القرن السابع عشر، وأعطيت إلى كنيسة سانتا ماريا في مونتي سانتو، روما. من غير المعروف كيف أصبحت بلاوتيلا مهندسة معمارية، لكنها ربما تلقت توجيهات تحت كنف كاسيانو دال بوتزو الذي دعم الفنانات الإناث وكان مهتمًا في التدريب المعماري.

## الحياة المهنية
في عام 1631، رسمت بلاوتيلا لوحة جوزيف وزوجة بوتيفار (التي بيعت في لندن في عام 1991). وفي عام 1644، رسمت بلاوتيلا لوحتين: لوحة القديس فرانسيس ولوحة ملاك وأزهار طبيعة-صامتة للكاردينال فرانسيسكو باربيريني، ابن شقيق قداسة البابا. رسمت كذلك على بابين لجاكومو ألبانو جيبيزيو في العام ذاته. نفذت بلاوتيلا زخرفات أيضًا على خزانة تعود لأنطونيو ديغلي إيفيتي (هي اليوم مفقودة). التحقت بلاوتيلا بأكاديمية دي سان لوكا بين عامي 1655 و1671. في عام 1660، رسمت بلاوتيلا على المذبح ولادة العذراء لكنيسة سانتا ماريا في كامبو مارزيو، روما. وفي عام 1661، صممت بلاوتيلا الهياكل الجنائزية الزائلة لقبر الكاردينال مازارين؛ كان سكرتير مازارين إلبيديو بينيديتي، شقيقًا للفنانة ماريا يوراسيا ديلا كروس. نجا إلى يومنا هذا رسمان بارعان من ذلك المشروع.
بين عامي 1663 و1668، صممت بلاوتيلا وأشرفت على بناء فيلا بينيديتي لإلبيديو، والمعروفة باسم فيلا إل فاشيللو (مدمرة اليوم إلى حد كبير). ربما عيّن إلبيديو بلاوتيلا لأنه أراد بناء فيلا لا مثيل لها في روما. ساعد بلاوتيلا في ذلك شقيقها باسيليو. كانت الهندسة المعمارية غير عادية، وتضمنت الفيلا صالة مفتوحة وجدران منحنية وتجصيص متقن. رسمت بلاوتيلا إلى جانب كل من بيترو داك ورتونا وفرانسيسكو أليغريني وجيوفاني فرانسيسكو غريمالدي، تصميمات داخل الفيلا وتمثيلًا رمزيًا للسعادة العامة، ومذبح انتقال العذراء للمعبد. سميت الفيلا باسم فيلا إل فاشيللو لأنها تشبه السفينة. تغيرت خطة التصميم عدد من المرات، بما في ذلك عندما زار إلبيديو فرنسا في عام 1664 وتأثر بالعمارة الفرنسية، فطلب من جيان لورينزو بيرنيني تعديل خطة بريتشي في عام 1664.
بين عامي 1670 و1680، صممت بلاوتيلا معبد سان لويجي في كنيسة سان لويجي دي فرانشيزي في روما وأشرفت عليه، بالإضافة إلى رسمها على مذبح المعبد ونحت النقوش الحجرية والمنحوتات. في عام 1675، رسمت بلاوتيلا لوحة هلالية الشكل تكريس قلب يسوع الأقدس لكاتدرائية القديس يوحنا اللاتراني. رسمت كذلك لوحتين جداريتين للقديس دومينيك والقديس فرانسيس لكنيسة القديس لاتيران (مدمرتان اليوم).